# Gornja Lomnica
Gornja Lomnica is een plaats in de gemeente Velika Gorica in de Kroatische provincie Zagreb. De plaats telt 534 inwoners (2001).